# 霍孔山口
71°54′S 8°52′E / 71.900°S 8.867°E
霍孔山口（英語：Håkon Col），是南極洲的山口，位於毛德皇后地的阿斯特里德公主海岸，屬於庫爾策山脈的一部分，挪威製圖師根據該國探險隊拍攝的空中照片繪入地圖，現時由南極條約體系管理。